# جاكلين شولتز
جاكلين شولتز (بالإنجليزية: Jacqueline Schultz)‏ هي ممثلة أمريكية، ولدت في 15 مارس 1956 في Queens Village, Queens ‏ في الولايات المتحدة.

## وصلات خارجية
- جاكلين شولتز على موقع IMDb (الإنجليزية)
- جاكلين شولتز على موقع قاعدة بيانات الفيلم (الإنجليزية)